# Stanislav Šuškevič
Stanislav Stanislavovič Šuškevič (ruski: Станислав Станиславович Шушкевич)  (Minsk, 15. prosinca 1934.) – bjeloruski političar i znanstvenik
Bio je prvi poglavar samostalne Bjelorusije, tj. predsjednik Bjeloruske Sovjetske Socijalističke Republike od 25. kolovoza 1991. do 26. siječnja 1994. Ujedno je bio i predsjednik parlamenta. Bio je na čelu Bjelorusije nakon raspada SSSR-a i uspostave ZND-a. Zalagao se za reforme, uspostavu slobodnoga tržišta te je proveo uklanjanje nuklearnoga oružja s prostora Bjelorusije.
Aleksandar Lukašenko optužio ga je i grupu drugih političara za korupciju, nakon čega mu je izglasano nepovjerenje u parlamentu i morao je odstupiti. Nije bilo dokaza, da je bio umiješan u korupciju. Izgubio je na prvim izravnim predsjedničkim izborima 1994. u Bjelorusiji, od Aleksandra Lukašenka, osvojivši 10% glasova. 
Godine 2004., pokušao je sudjelovati u zakonodavnim izborima, ali zaustavila ga je izborna komisija.
Prije dolaska na vlast, bio je znanstvenik, član Nacionalne akademije znanosti u Bjelorusiji, ima doktorat iz fizike i matematike. Od 1969. do 1986., bio je profesor i voditelj Odjela za nuklearnu fiziku na Bjeloruskom državnom sveučilištu. Od 1986. do 1990., bio je rektor Bjeloruskog državnog sveučilišta.
Danas organizira brojne znanstvene konferencije u nekoliko zemalja.